# Coordinadora de Grups Corals de la Barceloneta
Coordinadora de Grups Corals de la Barceloneta és una entitat coral formada el 1982 a la Barceloneta (Barcelona). La primera dada d'una organització formal de persones que es reunien per cantar a la Barceloneta és de 1850, amb la fundació de la coral Aurora, formada per veïns obrers del barri que celebren el primer concert coral d'Espanya a la plaça de Sant Miquel, avui anomenada plaça de la Barceloneta.
Més tard, va aparèixer la figura importantíssima del mestre Josep Anselm Clavé i, amb ell, la formació dels Cors de Clavé. El 1863 es va fundar la Societat Coral Humorística La Perla Dorada, dedicada al cant de caramelles, activitats socials i tot tipus d'actes d'interès per al barri. Des de llavors, les societats corals han sofert diferents canvis. Durant els anys setanta, en què van deixar de cantar per dedicar-se més especialment a organitzar activitats per la segona Pasqua o Pasqua Granada.
El 1982 es va constituir legalment la Coordinadora de Grups Corals de la Barceloneta, amb el suport, entre d'altres, de Josep Vilches i González, molt conegut per la seva tasca de promoció cultural al barri. El 2001 van rebre la Medalla d'Honor de Barcelona.